# 1847年大彗星
1847年大彗星（Great Comet of 1847），正式命名為C/1847 C1，是一顆1847年肉眼可見的彗星。由於其非凡的亮度，它被認為是大彗星之一。

## 觀測史
1847年2月6日晚上，約翰·羅素·欣德在倫敦發現該彗星，當時它還是一個非常微弱的天體。然而，這項發現的消息很慢才傳到其他天文台，導致海因德成為這顆彗星的唯一觀測者超過兩週。月底，欣德、波昂的約翰·弗里德里希·尤利烏斯·施密特和漢堡的卡爾·路德維希·克里斯蒂安·呂姆克分別在晚上和早上對彗星進行了觀察。
這顆彗星不斷靠近太陽和地球，從3月初開始，它也可以用肉眼觀測到，並開始形成越來越長的彗尾。當地時間3月4日晚上，喬治·菲利普斯·邦德在麻薩諸塞州獨立發現彗星。到了3月中旬，彗星亮度增加到約4等，尾長增加到約4-5°。三月底，這顆彗星距離太陽越來越近，因此有幾天無法再被觀測到。世界標準時間3月30日凌晨0:20 左右，從地球上看，這顆彗星掠過太陽僅0.8°的範圍，然後再次遠離。
欣德於3月30日中午利用望遠鏡和濾光片在白天的天空中發現這顆彗星。當天晚上，這顆彗星已經遠離太陽近2.5°，然後逆轉運動方向。3月31日世界標準時間晚上11點左右，彗星第二次經過太陽，從地球上看它與太陽的距離僅在 0.7° 以內。這顆彗星是第一顆僅使用光學方法觀測到的白晝彗星。
從地球上看過去，這顆彗星隨後慢慢地遠離了太陽，直到4月22日黃昏時分，約翰·戈特弗里德·加勒在柏林再次發現這顆彗星。兩天之後，加勒和安德魯·格雷厄姆在愛爾蘭進行了最後一次觀測。
這顆彗星在白天天空中出現時達到了大約-4等的最大亮度。